# Mora stenar

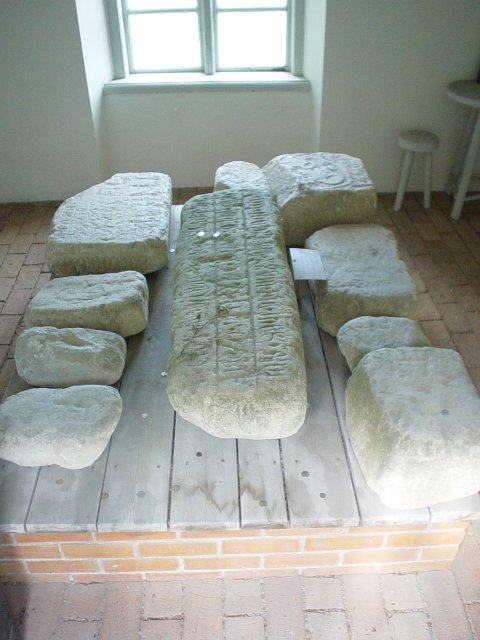
Fragment av minnesstenar från monumentet.

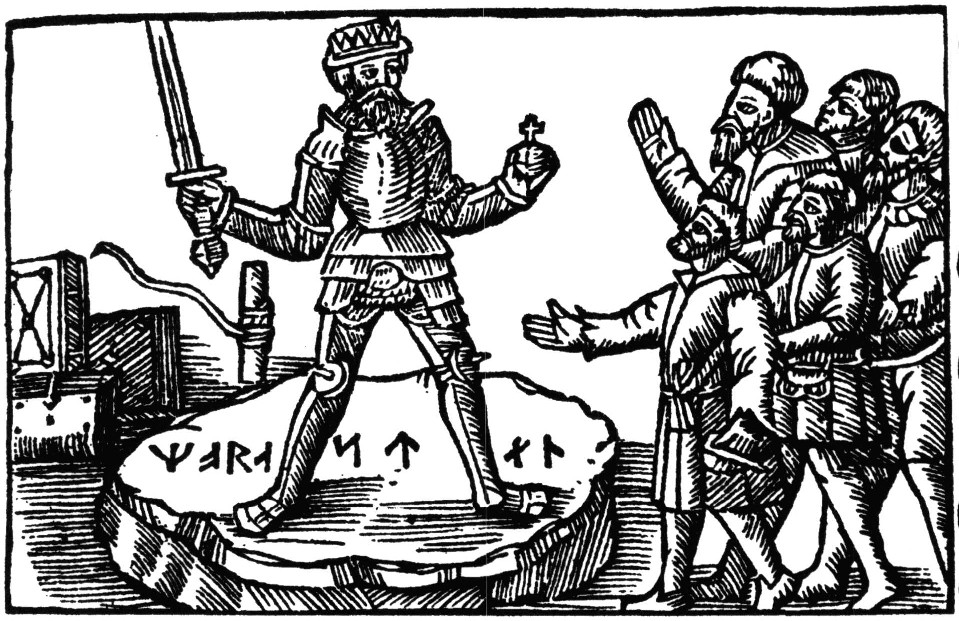
Träsnitt om konungaval ur Olaus Magnus Historia om de nordiska folken.

Mora stenar och Mora sten stod på Mora äng i Lagga socken söder om Uppsala. Mora sten var en lös stenhäll och Mora stenar är en samling minnesstenar över tidigare kungaval. På Mora sten stod den som hade valts till valkung under medeltiden och hyllades av valmenigheten. Själva stenhällen försvann någon gång efter att Kristian I valts till kung 1457, men det finns olika teorier om vad som därefter hänt med den. Minnesstenarna som från medeltida kungavalen hörde till stenhällen finns delvis bevarade och förvaras idag i ett hus vid Mora äng, uppfört 1770. Huset ligger vid Östunavägen i norra utkanten av Knivsta kommun, cirka 600 meter från gränsen till Uppsala kommun.

## Mora äng
Mora stenar låg på Mora äng i byn Morby i Lagga socken omkring en och en halv mil sydost om Gamla Uppsala. Socknen låg då i Långhundra härad i folklandet Attundaland i landskapet Uppland. I dag omfattas den av Knivsta kommun i Uppsala län. Mora äng ligger längs med Långhundraleden, den viktiga vattenvägen till Uppsala, och omedelbart på gränsen mellan Attundaland och Tiundaland. Även från det tredje folklandet Fjädrundaland, var det i äldre tid lätt att komma sjöledes till Mora äng. 
Vid undersökningar med magnetometer har en minst 145 meter lång pålrad, troligen resterna efter en forntida brygga, hittats parallellt med den gamla landsvägen som passerar Mora äng.
Platsen ligger ungefär mitt emellan de centrala tingsplatserna för Attundaland och Tiundaland.

## Kungavalen på Mora ting
Vid Mora sten hölls Mora ting, där kungarna valdes och hyllades. Samtida beskrivningar av kungaval finns först från 1200-talet, men valförfarandet vid Mora sten framställs som så självklart att det finns all anledning att antaga att traditionen går långt tillbaka i tiden. Att det först är Södermannalagen (1335) som belägger Mora sten, visar att ritualen är av ung ålder.
I den äldre Västgötalagen stod: "Sveär egho konong at taka ok sva vräkä". Enligt tidigare lokalpatriotisk forskning, uttyddes detta: Svearna äger att taga konung och likaså att vräka.   Enligt nyare forskning, betyder Sveär  (Professor em. i medeltidshistoria Tore Nyberg) ”Alla folk som bebodde dåvarande Sverige”. Folken hade alltså rätt att utse kung och avsätta honom om han inte skötte sig. Enligt Äldre västgötalagen stadfästes detta i det sedan urtid uppdelade landet (jämför västgoter) genom att konungen reste över Vättern från Västergötland till Östergötland (lagtextens ”Ovanfara”) för ett godkännande.
Enligt professor Ellen Sjöholm är Upplandslagen (1296) ett avståndstagande från den söderut framväxande kungamakten. Därav texten: ”Då skall de tre folklanden, det är Tiundaland, Attundaland och Fjädrundaland, först taga konung.”  Södermannalagen tillade orden ”på Mora”. Valet blev sedan stadfäst genom att först Upplands lagman och därefter de andra lagmännen i riket, en efter en, tilldömde den nye kungen hans värdighet, vilket skedde när han red eriksgatan.
Eftersom Magnus Eriksson bara var tre år gammal när han valdes vid mötet i Uppsala 1319, kunde han inte företa någon eriksgata. Till valet hade därför lagmännen kallats till Mora sten. Detta blev sedan den föreskrivna metoden genom en valstadga år 1335 och Magnus Erikssons landslag cirka 1350. Lagmännen "skall, envar från sin lagsaga, med samtycke av alla dem som är boende i lagsagan, utse tolv kloka och kunniga män och med dem på utsatt dag och tid komma till Mora ting för att välja konung". 

## Kungar som valts på Mora äng
1. Magnus Ladulås, vald 22 juli 1275, den förste kung som det finns belägg för att ha valts på Mora äng[8]
2. Magnus Eriksson, vald 8 juli 1319[9]
3. Håkan Magnusson, vald i februari 1362[10]
4. Albrekt av Mecklenburg, vald 15 februari 1364[11]
5. Erik av Pommern, vald 23 juli 1396[12]
6. Kristofer av Bayern, vald i september 1441[13]
7. Karl Knutsson (Bonde), vald 20 juni och hyllad 28 juni 1448[14]
8. Kristian I, vald 23 juni och hyllad 2 juli 1457[15]

- 1362 fick också Finland rätten att skicka sina representanter till kungaval.

## Mora stenar

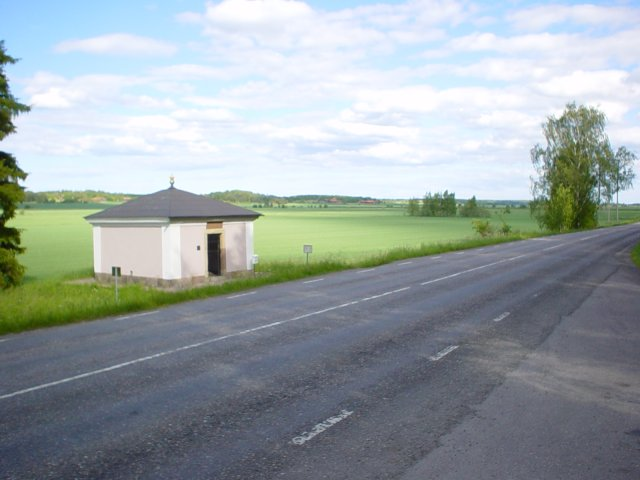
Huset som idag rymmer fragmenten av minnesstenarna

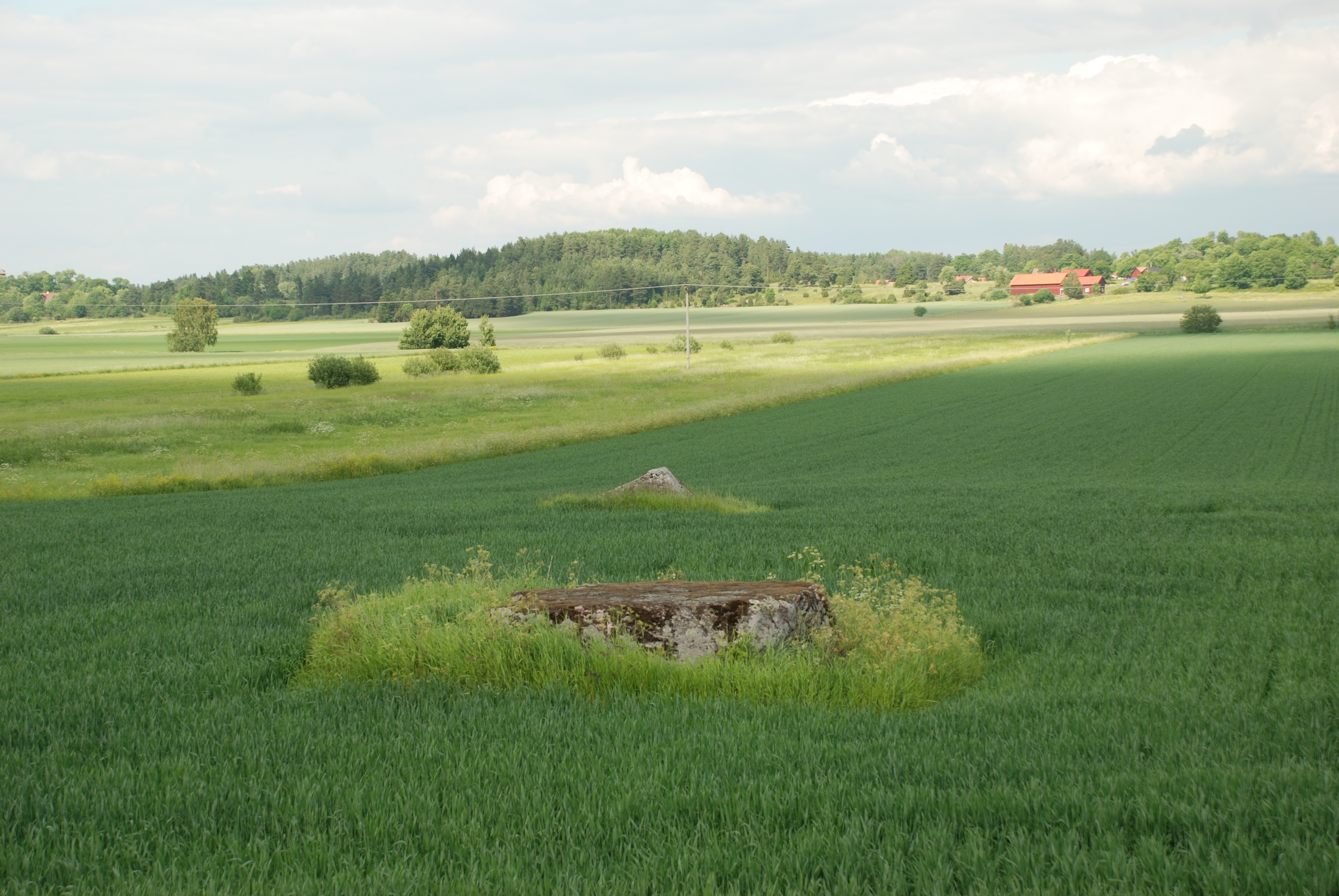
Stenen belägen drygt 1 km sydost om huset med Mora stenar, av hembygdsforskaren Manfred Ohlson ansedd kunna vara den försvunna Mora sten.

Invid Mora sten stod ett antal andra stenar med inskrifter som talade om tidigare kungar och dessas val, kallade Mora stenar. När en kung hade valts placerades en mindre sten, en minnessten, på den större Mora sten under regeringstiden. När en ny kung valts placerades minnesstenen vid sidan av Mora sten. Några av minnesstenarna finns kvar och förvaras i dag i en byggnad vid Mora äng. Ett av fragmenten är känt som stenen Tre Kronor eftersom det är ett av de tidigaste kända exemplen på användande av Tre kronor som svensk rikssymbol. Fragmentet är en del av minnesstenen från valet av Albrekt av Mecklenburg.
Med Mora sten respektive Mora stenar (eller minnesstenarna) avses alltså helt olika stenar. Monumentet Mora sten försvann sannolikt avsiktligt från den ursprungliga placeringen omkring år 1515.[källa behövs] Legenden säger att Sten Sture den yngre flyttade den till hemlig plats för att förhindra att den danske kungen krönte sig till kung av Sverige. Gustav Vasa och Johan III lär bägge ha försökt återställa platsen men utan framgång. Det kan även ha varit så att Gustav Vasa bidragit till att stenen försvann, då han eftersträvade kunglig arvsrätt istället för, som tidigare, genom kungaval.
Vart Mora sten egentligen har tagit vägen har aldrig kunnat fastställas.
En dryg kilometer sydost om huset med Mora stenar finns ute på en åker ett stort platt stenblock, som den lokale hembygdsforskaren Manfred Ohlson menade är Mora sten. Detta har emellertid inte kunnat bevisas, varför det får betraktas som en av många möjliga förklaringar om Mora stens okända öde.
2010 framkastade arkeologen Mats G. Larsson teorin att i alla fall vissa av minnesstenarna är delar av den sönderslagna Mora Sten.

### Huset över Mora stenar
Byggnaden där stenar och fragment förvaras har ritats av Carl Wijnbladh och uppfördes 1770.
Mora stenar är idag ett statligt byggnadsminne.

## Namnet Mora
Namnet Mora sammanhänger (liksom Mora i Dalarna) med ett välkänt dialektord, mor eller mora med betydelsen "(sumpig) granskog". Namnet kan syfta på ängarna i dalbottnen som är kända som Moran och Mororna och kan i sin tur ha uppkallats efter skogsområdet söder och väster om ängsmarken. En annan möjlighet är att mor haft en ursprungligare betydelse av "sumpmark", "sankmark" och att namnet åsyftat ängarnas sanka läge på den tidigare sjöbottnen.

## Vägförbindelser och rastplats
Monumentets parkering ligger vid Östunavägen, som nås från motorvägen närmast via riksväg 77 eller länsväg 282. Bussförbindelse finns från Knivsta station.
I samband med att E4 byggdes om (fram till 2007) anlades av Vägverket en rastplats på den norrgående sidan av motorvägen, med namnet Mora stenar. Rastplatsen ligger cirka 600 meter från minnesbyggnaden. Vid rastplatsen finns ett dekorativt stenarrangemang som inte är ett historiskt monument. Det går att nå minnesbyggnaden över Mora stenar via den norra av de båda grindarna i stängslet kring rastplatsen och följa stigen till Östunavägen. Byggnaden ligger ett tiotal meter till höger. Stigen är inte skyltad.